# Réseaux autonomes d'Hydro-Québec

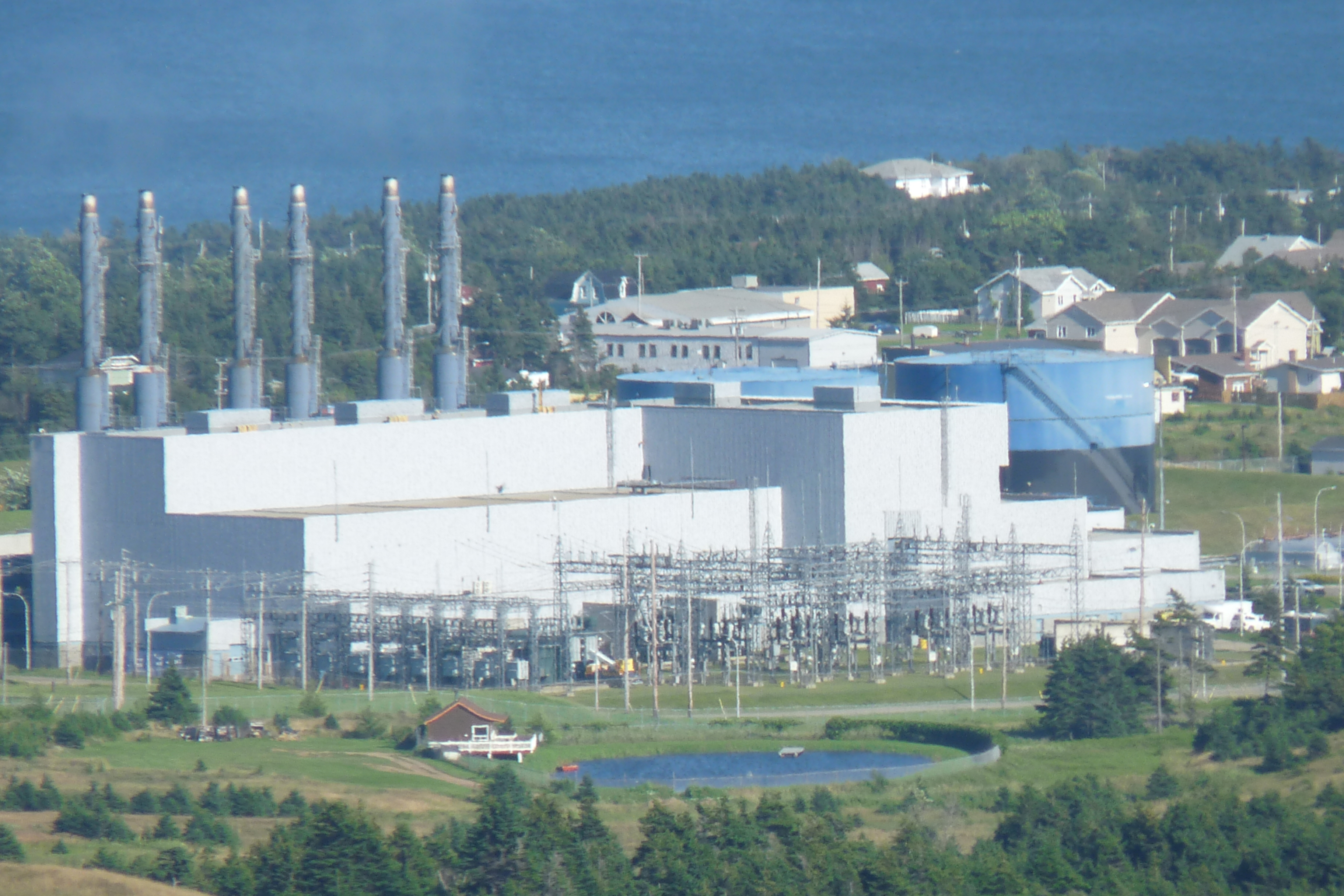
La centrale de Cap-aux-Meules

Les réseaux autonomes d'Hydro-Québec désignent une vingtaine de petits réseaux électriques de communautés isolées au Québec sous la responsabilité d'Hydro-Québec qui ne sont pas reliées au réseau de transport d'électricité nord-américain. Situés au Nunavik, dans le secteur de Schefferville, sur la basse Côte-Nord à Anticosti, en Haute-Mauricie et aux Îles de la Madeleine, ces réseaux sont généralement alimentés par des génératrices au diesel. Les réseaux et les centrales sont exploités par la société d'État dans le cadre de ses activités de distributeur d'électricité.
Depuis la fermeture de la centrale de Tracy en 2011, les réseaux autonomes d'Hydro-Québec constituent la principale source d'émissions de gaz à effet de serre du réseau électrique québécois, soit environ 240 000 tonnes de  équivalent CO2 en 2018. L'électricité distribuée dans les réseaux autonomes est principalement produite avec des moteurs alimentés au carburant diesel, contrairement au réseau principal, qui est décarbonisé à plus de 99 pour cent depuis les années 2010. Les coûts d'exploitation et de carburants sont en conséquence beaucoup plus chers que dans le réseau principal. Alors que le kilowatt-heure d'électricité produit dans le réseau intégré coûte 3 cents, le coût de revient du même kilowatt-heure peut varier de 30 à 50 cents en réseau autonome.

## Historique
Hydro-Québec gère des réseaux autonomes depuis la deuxième nationalisation de l'électricité. Lors de la nationalisation, toutes les coopératives d'électricité, sauf celle de Saint-Jean-Baptiste-de-Rouville ont été acquises par la société d'État, qui devient responsable de la distribution d'électricité sur certains territoires, dont les Îles de la Madeleine. Le rôle d'Hydro-Québec dans la distribution d'électricité dans les communautés les plus isolées du territoire québécois allait prendre de l'ampleur en 1981 avec le transfert de responsabilité de la plupart des réseaux électriques exploités par Affaires indiennes et du Nord canadien.

## Réseaux

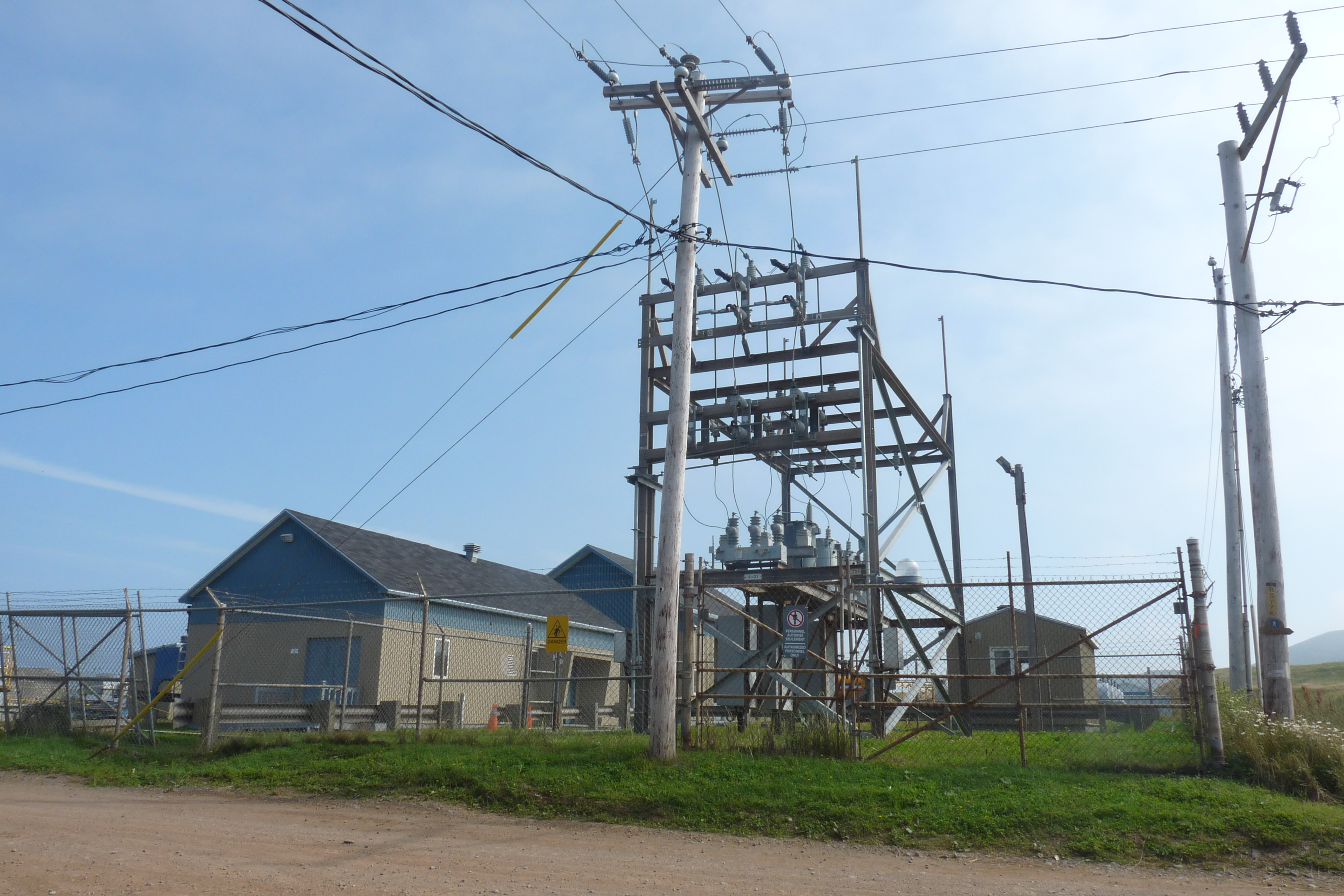
La centrale de l'Île d'Entrée

Depuis 2006, la gestion et l'exploitation des réseaux autonomes est sous la responsabilité de la Direction régionale Est et Nord-du-Québec. En 2009, cette direction dessert environ 16 581 clients répartis dans 36 communautés aux Îles de la Madeleine, sur la basse Côte-Nord, à Anticosti, en Haute-Mauricie, dans la région de Schefferville et au Nunavik. La consommation globale de l'ensemble de ces réseaux s'est chiffrée à 404,1 GWh en 2009, soit environ 0,2 % de la demande totale d'électricité au Québec. La somme des pointes annuelles s'établissait à 86,7 MW.

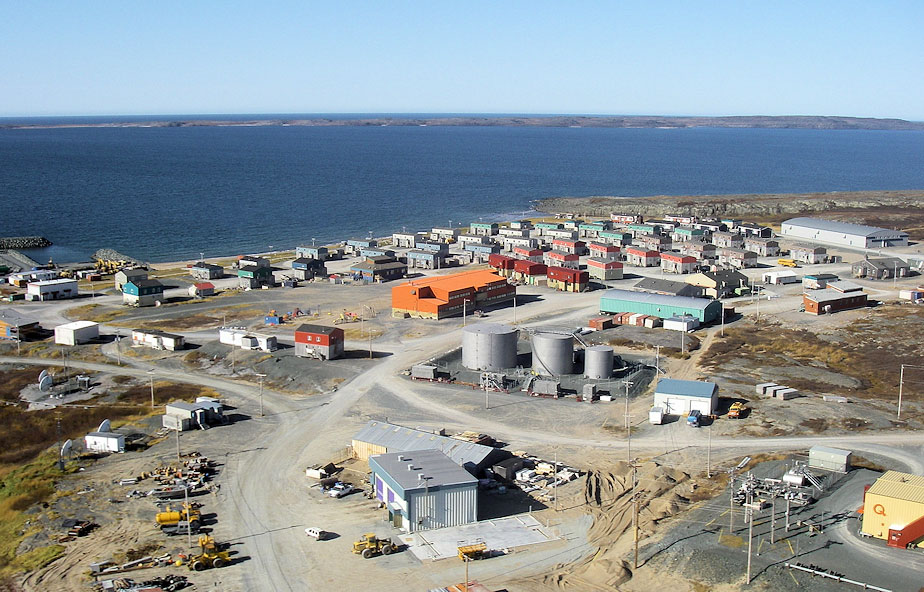
Hydro-Québec exploite une série de petites centrales au diesel afin d'alimenter en électricité les communautés les plus isolées du territoire. En bas à droite sur la photo, la centrale de 1100 kW à Umiujaq, au Nunavik.

À l'exception des réseaux de Lac-Robertson et de Schefferville, qui sont alimentés par des centrales hydroélectriques, et de celui des Îles de la Madeleine, où une centrale au mazout lourd a été construite en 1991, les réseaux autonomes sont alimentés par des génératrices au diesel, généralement des moteurs Caterpillar 3400 et 3500 — deux modèles répandus qui équipent également des locomotives et des navires. La puissance totale des 25 centrales des réseaux autonomes à la fin de 2009 était de 164,2 MW.
Aux fins de planification, l'exploitant applique un critère de puissance garantie aux centrales en réseau autonome. La puissance garantie de chaque réseau est calculée à l'aide de la formule (n − 1) × 90 %, où n − 1 représente le nombre de groupes installés moins le groupe le plus puissant. Un critère de stabilité correspondant à 90 % de la capacité de (n − 1) est aussi appliqué afin de garantir la stabilité du réseau et de se prémunir contre les variations brusques de la charge. Compte tenu de la capacité importante des six groupes installés à la centrale de Cap-aux-Meules (11,2 MW) et du temps requis pour l'entretien de chaque groupe, le critère de planification à cette centrale est fixé à (n − 2) × 90 %.

## Énergies renouvelables
Depuis le début des années 2000, Hydro-Québec envisage de réduire sa dépendance aux combustibles fossiles en réseaux autonomes en introduisant des sources d'énergie renouvelable adaptées au contexte et aux ressources disponibles localement. Hydro-Québec a déposé un inventaire du potentiel éolien des communautés du Nunavik en 2004 et engagé des discussions avec plusieurs communautés au fil des ans. La communauté de Wemotaci a été reliée au réseau principal en 2010, les résidents de Schefferville et des communautés environnantes, qui se sont ajoutées aux clients après le départ de l'Iron Ore du Canada, sont alimentées par la centrale de Menihek au Labrador, propriété de Newfoundland and Labrador Hydro.
Dans son plan stratégique 2016-2020, la direction d'Hydro-Québec qu'elle s'engage à convertir les réseaux autonomes «à des sources d’énergie plus propres et moins chères». Depuis cette annonce, la société d'État a annoncé 
- la signature d'un contrat pour la construction de trois éoliennes aux Iles-de-la-Madeleine
- l'installation de panneaux solaires et d'une unité de stockage d'énergie de 600 kWh dans la communauté de Quaqtaq,
- la signature d'une entente d'approvisionnement hydroélectrique pour la communauté d'Inukjuak avec co-entreprise formée du promoteur Innergex et de la Corporation foncière Pituvik, fiduciaire des terres inuites d'Inukjuak[8].

### Projets de raccordement
Pour Hydro-Québec, le raccordement pur et simple au réseau principal d'Hydro-Québec constitue une alternative aux projets de micro-réseaux et d'intégration partielle des sources renouvelables dans l'approvisionnement des différents réseaux restants. 
Par exemple, une ligne de distribution de 34,5 kV longue de 75 km a été mise en service au premier trimestre de 2022 pour relier les communautés de La Romaine et d'Unamen Shuipu au réseau principal d'Hydro-Québec. La ligne a la particularité d'avoir été construite sans accès à une route permanente, puisque la route 138 n'avait rejoint que la communauté de Kegaska au moment de la construction. Cette limitation, combiné aux conditions marines et aux épisodes de verglas fréquents en saison hivernale, a forcé les concepteurs à construire l'équivalent d'une ligne de transport, isolée à 161 kV, mais opérée à plus basse tension. La construction a également été compliquée par le franchissement des cours d'eau, possible uniquement lors de la période de gel.
En 2022, Hydro-Québec et le gouvernement du Québec sont convenus de prolonger le réseau de distribution pour desservir Lac-Rapide et Kitcisakik, deux communautés algonquines qui vivent sur le territoire de la Réserve faunique La Vérendrye.
Le raccordement des Iles de la Madeleine et du village innu de La Romaine au réseau électrique continental.

## Exploitation
|                                       | 2005    | 2006    | 2007    | 2008    | 2009    | 2010    | Var. annuelle |
| ------------------------------------- | ------- | ------- | ------- | ------- | ------- | ------- | ------------- |
| Coût (en milliers $)                  | 135 726 | 135 973 | 138 265 | 151 044 | 169 702 | 156 060 | 2,8 %         |
| Achat de combustibles                 | 33 913  | 42 885  | 44 871  | 58 853  | 72 969  | 54 615  | 10,0 %        |
| Charges d'exploitation                | 28 569  | 31 507  | 37 171  | 35 266  | 36 225  | 37 020  | 5,3 %         |
| Amortissement et intérêts             | 57 859  | 47 299  | 39 140  | 38 706  | 39 585  | 44 122  | -5,3 %        |
| Autres                                | 15 385  | 14 282  | 17 083  | 18 219  | 20 923  | 20 303  | 5,7 %         |
| Revenus (en milliers $)               | 23 747  | 24 362  | 27 739  | 30 194  | 30 211  | 30 136  | 4,9 %         |
| Pertes d'exploitation (en milliers $) | 111 979 | 111 611 | 110 526 | 120 850 | 139 491 | 125 924 | 2,4 %         |
| Coût moyen en ¢/kWh                   | 43,1    | 43,8    | 36,4    | 41,8    | 45,6    | 43,0    |               |
| Achat du carburant                    | 10,8    | 13,8    | 11,8    | 16,3    | 19,6    | 15,0    | 6,9 %         |
| Charges d'exploitation                | 9,1     | 10,1    | 9,8     | 9,8     | 9,7     | 10,2    | 2,4 %         |
| Amortissement et intérêts             | 18,4    | 15,2    | 10,3    | 10,7    | 10,6    | 12,1    |               |
| Autres                                | 4,9     | 4,6     | 4,5     | 5,0     | 5,6     | 5,6     | 2,7 %         |

## Liste des centrales
Liste des centrales des réseaux autonomes d'Hydro-Québec.
| Nom              | Mise en service | Puissance (MW) | Lieu                                                  | Type         | Références |
| ---------------- | --------------- | -------------- | ----------------------------------------------------- | ------------ | ---------- |
| Cap-aux-Meules   | 1991            | 67,2           | 47° 22′ 26″ N, 61° 53′ 07″ O                          | Mazout lourd | [ 10 ]     |
| Île-d'Entrée     | 1991            | 1,2            | Île d'Entrée                                          | Diesel       | [ 11 ]     |
| Akulivik         | 2015            | 0,9            | Akulivik                                              | Diesel       | [ 11 ]     |
| Aupaluk          | 1986            | 0,8            | Aupaluk                                               | Diesel       | [ 11 ]     |
| Blanc-Sablon     | 1961            | 4,9            | Blanc-Sablon                                          | Diesel       | [ 11 ]     |
| Clova            |                 | 0,5            | Clova                                                 | Diesel       | [ 11 ]     |
| Inukjuak         | 1986            | 3,0            | Inukjuak                                              | Diesel       | [ 11 ]     |
| Ivujivik         | 1986            | 1,0            | Ivujivik                                              | Diesel       | [ 11 ]     |
| Kangiqsualujjuaq | 1987            | 2,0            | Kangiqsualujjuaq                                      | Diesel       | [ 11 ]     |
| Kangiqsujuaq     | 1979            | 1,5            | Kangiqsujuaq                                          | Diesel       | [ 11 ]     |
| Kangirsuk        | 1984            | 1,4            | Kangirsuk                                             | Diesel       | [ 11 ]     |
| Kuujjuaq         | 2010            | 6,6            | Kuujjuaq                                              | Diesel       | [ 12 ]     |
| Kuujjuarapik     | 1974            | 3,4            | Kuujjuarapik                                          | Diesel       | [ 11 ]     |
| La Romaine,      |                 | 5,8            | La Romaine (village) et La Romaine (réserve indienne) | Diesel       | [ 11 ]     |
| La Tabatière     | 1980            | 6.8            | La Tabatière                                          | Diesel       | [ 11 ]     |
| Lac-Robertson    | 1995            | 21,6           | 50° 59′ 56″ N, 59° 03′ 42″ O                          | Hydro        |            |
| Opitciwan        |                 | 4,9            | Opitciwan                                             | Diesel       | [ 11 ]     |
| Port-Menier      | 1984            | 2,8            | Port-Menier                                           | Diesel       | [ 11 ]     |
| Puvirnituk       | 1977            | 2,9            | Puvirnituq                                            | Diesel       | [ 11 ]     |
| Quaqtaq          | 1988            | 1,1            | Quaqtaq                                               | Diesel       | [ 11 ]     |
| Salluit          | 1983            | 3,0            | Salluit                                               | Diesel       | [ 11 ]     |
| Schefferville    |                 | 6,8            | Schefferville                                         | Diesel       | [ 11 ]     |
| St-Augustin      |                 | 0,4            | Saint-Augustin (Le Golfe-du-Saint-Laurent)            | Diesel       | [ 11 ]     |
| Tasiujaq         | 1990            | 0,9            | Tasiujaq                                              | Diesel       | [ 11 ]     |
| Umiujaq          |                 | 1,1            | Umiujaq                                               | Diesel       | [ 11 ]     |
| Wemotaci,        |                 | 2,2            | Wemotaci                                              | Diesel       | [ 11 ]     |